# Necromys
Necromys é um gênero de roedores da família Cricetidae.

## Espécies
- Necromys amoenus (Thomas, 1900)
- Necromys benefactus Thomas, 1919
- Necromys lactens (Thomas, 1918)
- Necromys lasiurus (Lund, 1841)
- Necromys lenguarum Thomas, 1898
- Necromys obscurus (Waterhouse, 1837)
- Necromys punctulatus (Thomas, 1894)
- Necromys temchuki (Massoia, 1980)
- Necromys urichi (J. A. Allen & Chapman, 1897)